# Hawar-Inseln
Die Hawar-Inseln (arabisch جزر حوار Dschuzur Hawār, DMG Ǧuzur Ḥawār) sind eine bahrainische Inselgruppe im Persischen Golf nahe der Westküste Katars. Ihre Gesamtfläche beläuft sich auf 50,6 km². Sie wurden 2001 von 3875 Menschen bevölkert.
Trotz der geographischen Nähe zu Katar (die minimale Distanz zur katarischen Halbinsel Ras Abruq beträgt nur 1,4 km, der Abstand zu den bahrainischen Hauptinseln hingegen 19,7 km), gehören die Inseln zu Bahrain, seit der katarisch-bahrainische Grenzkonflikt mit einem Schiedsspruch des Internationalen Gerichtshofs in Den Haag am 16. März 2001 beigelegt werden konnte. Die Hawar-Inseln und die Sandbank Qitʿat Dscharada wurden dabei Bahrain zugesprochen, Katar die Dschanan-Inseln und az-Zubāra am katarischen Festland. Früher stellten die Hawar-Inseln den bahrainischen Gemeindebezirk Mintaqat Dschuzur Hawār / منطقة جزر حوار / Minṭaqat Ǧuzur Ḥawār dar, heute werden sie als Teil des Südlichen Gouvernements verwaltet.
Die Springtide beläuft sich auf maximal 2,5 Meter.
Am 27. Oktober 1997 wurde eine Fläche von 5200 Hektar als Ramsar-Gebiet ausgewiesen. 2002 beantragte Bahrain die Aufnahme der Hawar-Inseln in die Liste des UNESCO-Welterbes, da sie durch ihre einzigartige Umwelt Lebensraum für bedrohte Tier- und Pflanzenarten seien. Die Hawar-Inseln sind des Weiteren ein beliebtes Ziel von Tauchern und Vogelbeobachtern.

## Liste der Hawar-Inseln
| Name                         | Name auf Arabisch | Fläche in km² | Geokoordinaten        | maximale Erhebung in m |
| ---------------------------- | ----------------- | ------------- | --------------------- | ---------------------- |
| Hawar                        | جزيرة حوار        | 40            | 25° 39′ N, 050° 45′ O | 22                     |
| Rabad al-Gharbiyya           | ربض الغربية       | 0,7           | 25° 45′ N, 050° 46′ O | 1                      |
| Rabad asch-Scharqiyya        | ربض الشرقية       | 1,7           | 25° 45′ N, 050° 47′ O | 0,8                    |
| ʿAdschira                    | جزيرة عجيرة       | 0,02          | 25° 44′ N, 050° 49′ O | 7                      |
| al-Hadschiyyat (Inselgruppe) |                   | 0,13          | 25° 42′ N, 050° 48′ O | 7,5                    |
| Muhazwara (Umm Hazwara)      |                   | 0,4           | 25° 40′ N, 050° 47′ O | 12,5                   |
| Dschazirat Dschinan          | جزيرة جنان        |               | 25° 33′ N, 050° 44′ O |                        |
| Umm Dschinni                 |                   | 0,06          | 25° 41′ N, 050° 47′ O | 0,5                    |
| Bu Sadad (Inselgruppe)       | جزر بو سداد       | 0,16          | 25° 38′ N, 050° 47′ O | 2                      |
| al-Wukur (Inselgruppe)       | جزر الوكور        | 0,02          | 25° 39′ N, 050° 49′ O | 10                     |
| Suwad asch-Schamaliyya       | سواد الشمالية     | 3             | 25° 40′ N, 050° 49′ O | 3                      |
| Suwad al-Dschanubiyya        | سواد الجنوبية     | 5             | 25° 39′ N, 050° 48′ O | 4                      |
| Bu Tammur (Inselgruppe)      |                   | 0,04          | 25° 37′ N, 050° 47′ O | 1,5                    |
| Umm Charura                  | أم خرورة          |               | 25° 40′ N, 050° 46′ O |                        |

### Inseln zwischen Hawar und Bahrain
| Name                | Name auf Arabisch | Fläche in km² | Geokoordinaten        | maximale Erhebung in m |
| ------------------- | ----------------- | ------------- | --------------------- | ---------------------- |
| Dschazirat Maschtan | جزيرة مشتان       | 0,02          | 25° 48′ N, 050° 41′ O |                        |
| Fascht Bu Thaur     | فشت بو ثور        |               | 25° 48′ N, 050° 46′ O |                        |
| al-Muʿtarid         | المعترض           |               | 25° 47′ N, 050° 43′ O |                        |

## Flora und Fauna

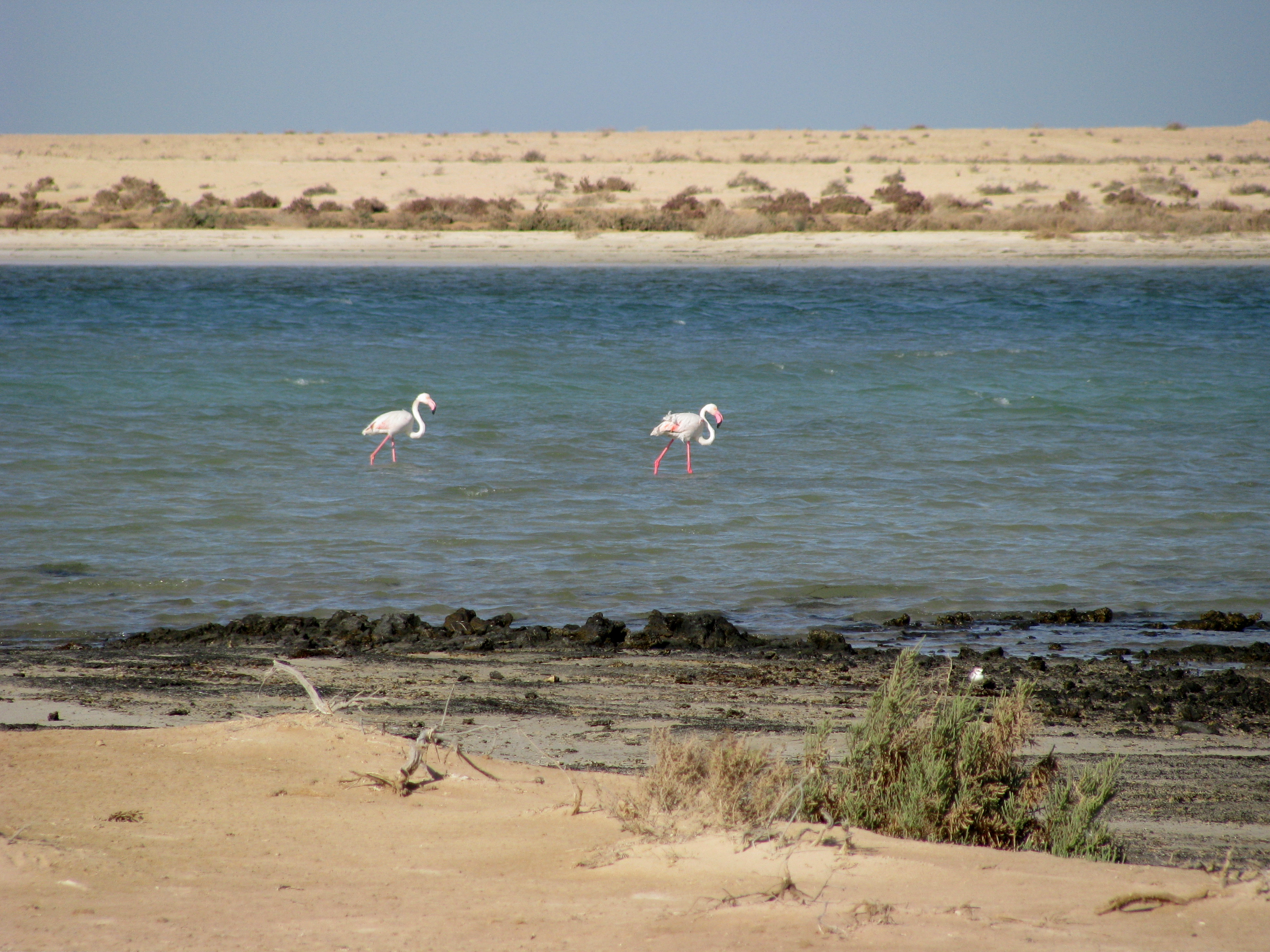
Flamingos nahe der Hawar-Inseln

Der Archipel aus Wüsteninseln, der von seichtem, meist weniger als fünf Meter tiefem Wasser mit ausgedehnten Seegraswiesen der Gattungen Halodule und Halophila umgeben ist, stellt ein wichtiges Brutgebiet für Seevögel dar. Insgesamt wurden 2002 über 30 Wasservogelarten gezählt. So findet sich dort beispielsweise eine der weltweit größten Ansammlungen an Sokotrakormoranen. Das Watt ist zudem ein bedeutendes Überwinterungsgebiet für Kubaflamingos. Darüber hinaus ist das Gebiet Lebensraum für Dugongs und Meeresschildkröten sowie für Krabben, darunter beispielsweise in großer Zahl aus der Gattung Macrophthalmus. Auf den Inseln wachsen Halophyten wie Halopeplis amplexicaulis, Halocnemum strobilaceum und Suaeda vermiculata.